# BK 7,5
El Bordkanone BK 7,5 (Canó d'abord 7,5) era un canó automàtic desenvolupat per Rheinmetall des del canó PaK 40 per a ser instal·lat en l'avió d'atac a terra Heschel Hs 129B3.
Totalment automàtic, incorporava un nou sistema hidràulic d'amortiment del retrocés i un fre de boca aerodinàmic. En l'espai de darrera la cabina hi havia el sistema de càrrega automàtic, amb 12 projectils dins un tambor rotatori. El canó i el seu mecanisme de retrocés ocupava una góndola allargassada sota el fuselatge.

## Origen i desenvolupament
A principis del 1942 el RLM va donar instruccions per a que s'instal·lés en alguna aeronau el canó PaK 40 per poder atacar des de l'aire als tancs soviètics. Es va triar el Junkers Ju 88 per la seva fortalesa estructural i perquè permetia, amb tres tripulants, que hi hagués prou espai per a instal·lar-lo i que un tripulant, manualment, alimentés el canó.
En les proves es va detectar que s'havia de modificar el fre de boca, ja que els gasos del tret afectaven a les pales de les hèlix, els radiadors dels motors i la cabina. A més les vibracions a les que estava sotmesa l'aeronau al disparar afectaven els seus instruments. L'experiència adquirida va portar a Rheinmetall a dissenyar el Bordkanone BK 7,5.
El BK 7,5 partia del cos, canó, recuperador i forrellat semiautomàtic del PaK 40, amb un nou fre de boca més aerodinàmic, un nou sistema hidràulic d'amortiment del retrocés i un carregador automàtic en forma de tambor que contenia 12 projectils. La rotació del tambor era electrico-pneumàtica. Es va començar a instal·lar en els Hs 129B3 per a fer les proves de tir a l'agost de 1944 on es va veure que limitava especialment les qualitats de vol de l'avió. Només 25 exemplars del Hs 129 B3 van arribar a les unitats de primera línia abans que es tanqués la línia de producció al setembre. En combat, el B-3 es va mostrar efectiu, però els seus nombres reduïts van tenir poc efecte en l'esforç de guerra.